# Everus

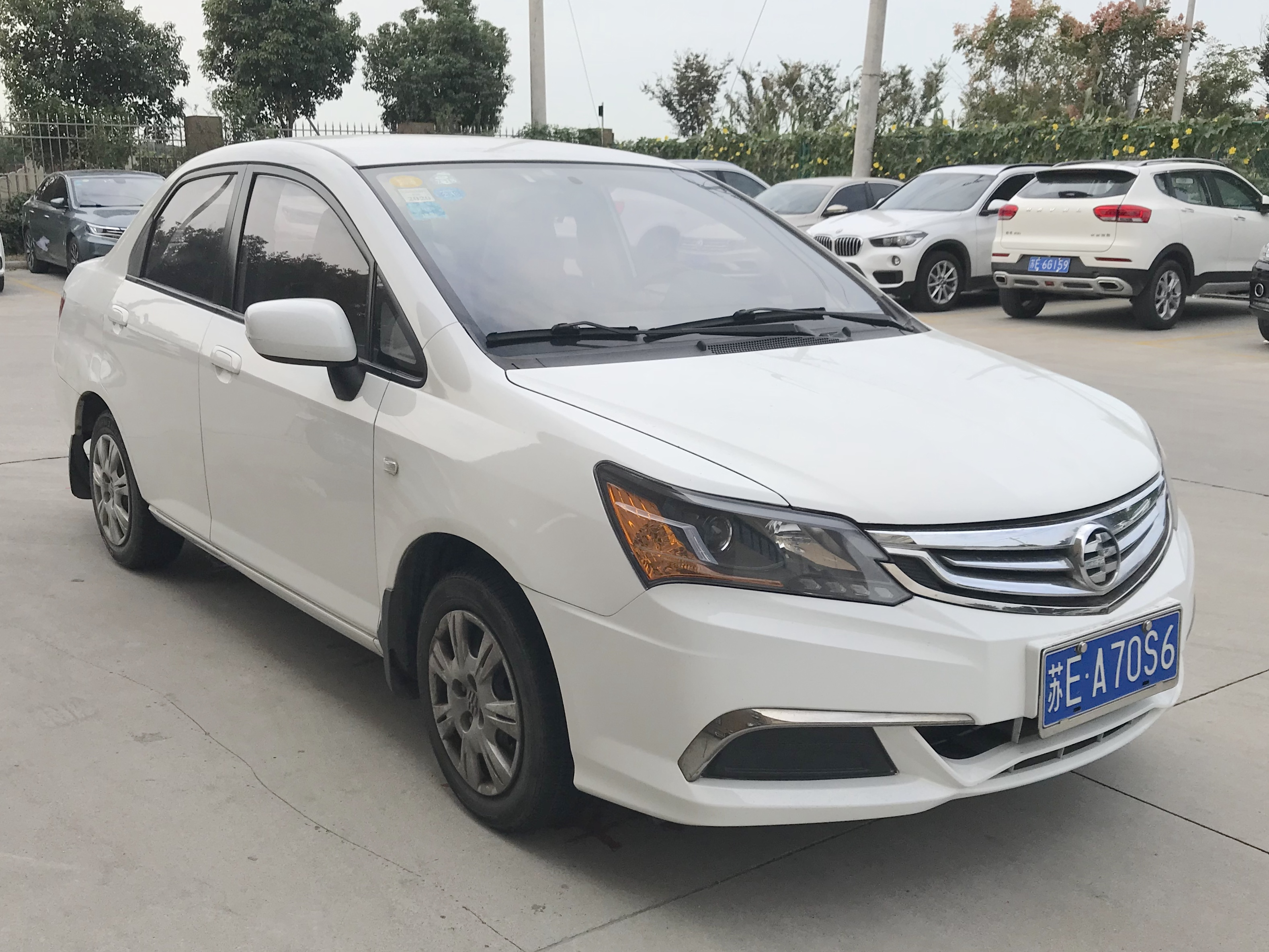
Everus S1

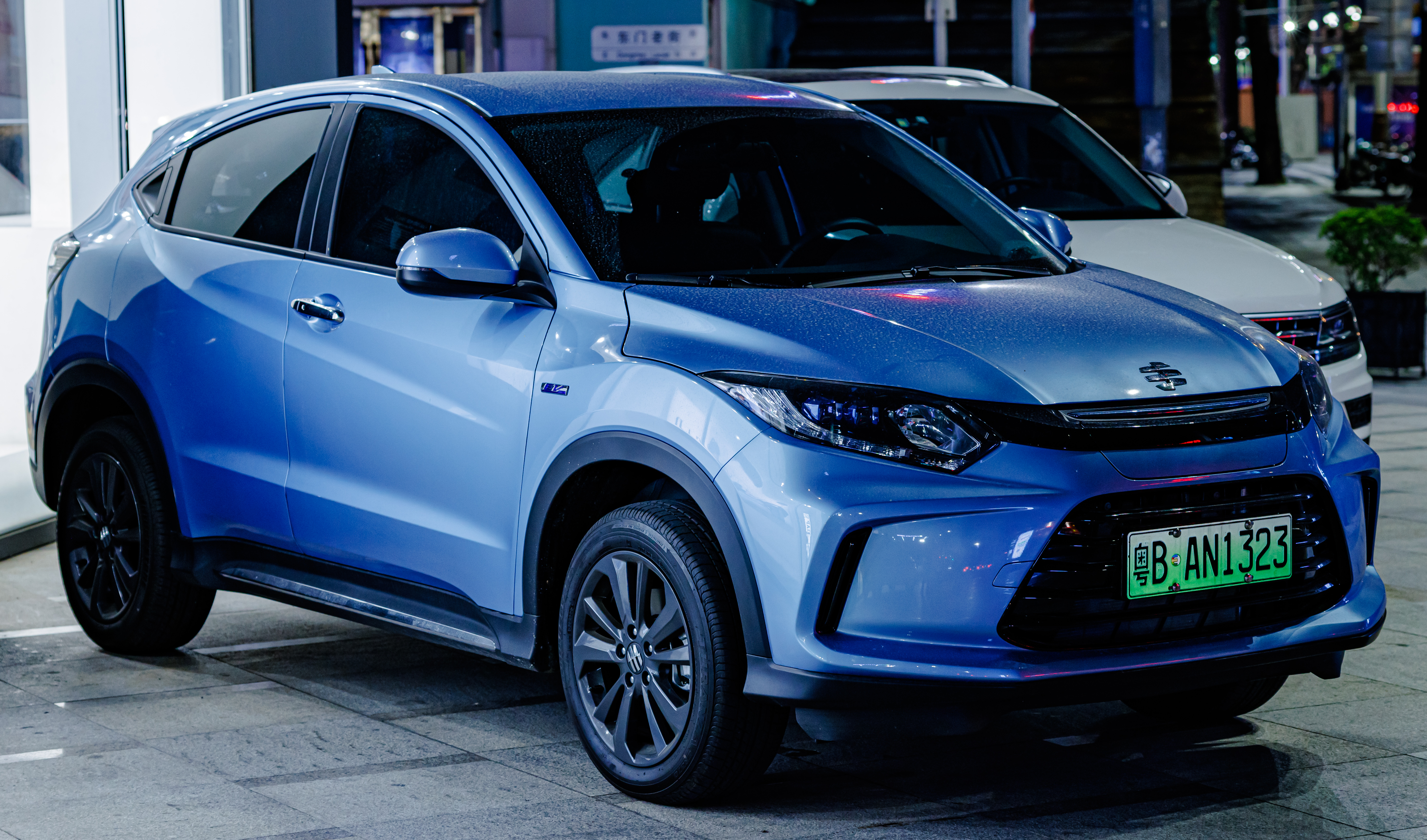
Everus VE-1

Everus (chiń. upr. 理念) – dawny chiński producent samochodów osobwych, z siedzibą w Kantonie, działający w latach 2008–2020. Należał do chińsko-japońskiego joint venture między koncernami GAC Group i Honda.

## Historia

### Początki
W 2008 roku joint venture Guangqi Honda między chińskim koncernem samochodowym GAC Group i japońską Hondą zdecydowało się utworzyć nową markę Everus z myślą o rynku Chińskim. Studyjną zapowiedzią pierwszego pojazdu filii był prototyp Li Nian Concept pod postacią małego roadstera przedstawiony w 2008 roku na Guangzhou Auto Show, z kolei dwa lata później przedstawiono drugi samochód koncepcyjny pod postacią 4-drzwiowego sedana.
Trzy lata po utworzeniu, w kwietniu 2011 roku, Everus zaprezentował pierwszy seryjny samochód pod postacią subkompaktowego sedana S1. Nie była to nowa konstrukcja, lecz pochodna oferowanego już modelu Hondy City, która odróżniła się od niego kosmetycznymi modyfikacjami wizualnymi. Dwa lata po premierze firma podjęła się próby odróżnienia S1 od pierwotnego projektu, wprowadzając obszerną modernizację. Sprzedaż modelu trwała jeszcze do 2016 roku, po czym produkcja Everusa S1 dobiegła końca ani bez następcy, ani bez planów premiery nowych produktów. Filia trwała w takim stanie kolejne 2 lata.

### Reaktywacja i likwidacja
Zapowiedzią powrotu Everusa na rynek, tym razem pod zupełnie nową postacią marki samochodów elektrycznych, było studium Everus EV Concept przedstawione w kwietniu 2018 roku na Beijing Auto Show. W listopadzie tego samego roku przedstawiono seryjną adaptację tego studium, podobnie jak ono będące nieznacznie zmodyfikowaną wizualnie wariacją na temat oferowanej już w Chinach Hondy Vezel. 
Everus VE-1 przypieczętował powrót filii na chiński rynek w grudniu 2018, miesiąc po debiucie. Podobnie jak w przypadku poprzednio oferowanego sedana S1, tak VE-1 pozostało jedynym modelem w gamie Everus i w ciągu kolejnych 2 lat nie zdecydowano się na jej poszerzenie. We wrześniu 2020 samochód przeszedł drobną modernizację, przy okazji której zdecydowano się całkowicie wycofać markę Everus i włączyć model VE-1 wprost do portfolio GAC Honda.

## Modele samochodów

### Historyczne
- S1 (2011–2016)
- VE-1 (2018–2020)

### Studyjne
- Everus Li Nian Roadster Concept (2008)
- Everus Li Nian Sedan Concept (2010)
- Everus EV Concept (2018)